# ダウンシフト
ダウンシフト（英語: Downshifting）とは、生活様式に関する社会的な潮流・傾向の一つである。過度な出世競争や長時間労働、物質主義的、唯物的な生活環境を日常から排し、よりゆとりのあるストレスの少ない生活に切り替える生活態度の劇的な変化を指し、また、そうした生活態度は減速生活と言われる。
邦書では『浪費するアメリカ人』(2000年,ジュリエット・B. ショア著)の中でこうした生活態度の変化をとったダウンシフター(減速生活者)についてはじめて紹介された。

## 概要
上述の『浪費するアメリカ人』の中で著者は、顕示的消費や通常の収入で許容できる範囲を越えた奢侈のためにより多くの時間を労働に費やすようになった90年代のアメリカ人の傾向について紹介した上で、そうした過剰労働/過剰消費を繰り返す「労働と消費の悪循環」を断ち切る新たな潮流として減速生活を紹介している。
彼らは生活レベルが下がることを厭わず自発的に労働時間を減らし、減った収入の中から可能な範囲の消費活動を行うようになる。こうした変化によって得られるものは何よりも余暇である。余暇が増えることによって、より多くの家族との時間を獲得でき、また生計の手段としての労働以外の活動により時間を割くことが可能となる。
特筆すべきは、高所得者層に限らずより広い階層にこうした傾向があらわれている点だと著者は指摘している。

## 参考資料
- 藤井英映 著『消費文化 : ダウンシフター』兵庫ジャーナル社、2003年 ISBN 4938970198
- アニー・J・ゼリンスキー著、三橋由希子訳『働かないって、ワクワクしない?』ヴォイス、2003年 ISBN 978-4-89976-064-1